# Henrieville
Henrieville – miasto w hrabstwie Garfield w stanie Utah w Stanach Zjednoczonych. Według spisu ludności w 2000 roku liczyło 159 mieszkańców.
Miasto położone jest w pobliżu parku stanowego Kodachrome Basin i niedaleko Parku Narodowego Bryce Canyon. Przebiega przez nie również droga widokowa Scenic Byway 12.